# Droniowice
Droniowice [pronunciación en polaco: /drɔɲɔˈvit͡sɛ/] (en alemán: Groß Droniowitz) es un pueblo ubicado en el distrito administrativo de Gmina Kochanowice, dentro del Condado de Lubliniec, Voivodato de Silesia, en Polonia del sur. Se encuentra aproximadamente a 9 kilómetros al este de Lubliniec y a 51 kilómetros al norte de la capital regional, Katowice.
El pueblo tiene una población de 384 habitantes.